# L'età del malessere (film)
L'età del malessere è un film italiano del 1968 diretto da Giuliano Biagetti, tratto dall'omonimo romanzo scritto da Dacia Maraini.